# Плав (деревня)
Плав — деревня в Валдайском районе Новгородской области. Входит в состав Едровского сельского поселения.

## География
Деревня находится на берегу озера Шлино, на расстоянии 33 км к юго-востоку от города Валдай, административного центра района.

### Часовой пояс
Деревня Плав, как и вся Новгородская область, находится в часовой зоне МСК (московское время). Смещение применяемого времени относительно UTC составляет +3:00.

## История
22 или 23 апреля 1942 года жители деревни первыми заметили сбитого 5 апреля в районе Демянского котла лётчика Алексея Маресьева, восемнадцать суток проползшего через леса и болота к советским войскам.

## Население
| 2010 |
| ---- |
| 16   |